# Ruta Estatal de Arizona 187
La Ruta Estatal de Arizona 187, y abreviada SR 187 (en inglés: Arizona State Route 187) es una carretera estatal estadounidense ubicada en el estado de Arizona. La carretera inicia en el sur desde la SR 387  hacia el norte en la SR 87 . La carretera tiene una longitud de 8,7 km (5.43 mi).

## Mantenimiento
Al igual que las autopistas interestatales, y las rutas federales y el resto de carreteras estatales, la Ruta Estatal de Arizona 187 es administrada y mantenida por el Departamento de Transporte de Arizona por sus siglas en inglés ADOT.